# Aeroportul Labuan
Aeroportul Labuan (IATA: LBU, ICAO: WBKL) este un aeroport din Malaysia ce deservește zona Labuan⁠(d). Aeroportul a fost tranzitat în 2021 de 149.586 de pasageri. A fost numit după zona deservită.
Situat la o altitudine de 31 m, aeroportul dispune de o singură pistă. Este operat de Malaysia Airports⁠(d).